# Damir Perinić
Damir Perinić (Zagreb, 24. lipnja 1940.) hrvatski arhitekt

## Životopis
Studij arhitekture završio je u Zagrebu 1963. (kod Vladimira Turine), a urbanizma u Urbanističkome Institutu (1967. – 68.) te u Seminaru Tony Garnier (1971. – 72.) u Parizu. Od 1965. djeluje u Parizu gdje u okviru ateljea "Andrault et Parat", među drugim radovima, radi na projektima za stambene zgrade, osnovnu školu i gimnaziju u Créteilu (1973.), stambene zgrade i škole u Epernayju (1973.).  Slijedi dugogodišnja kolaboracija u ateljeu "Gamma Architecture" u kojoj projektira i realizira revitalizaciju središta Epernayja (1976. – 80.). 
Istražujući mogućnosti korištenja prirodnih izvora energije realizira "Kuću na sunce i vjetar" u Emancéu (1976.). Godine 1980. u zajednici s Majom Perinić osniva vlastiti atelje, u okviru kojega rade projekte za rekonstrukcije stambenih naselja u Dreuxu (1980. – 82.). Cézanneu (1981. – 83.), Epernayju (1990.), Orléansu (1990. – 94.), Fareberswilleru (1994.). Među drugim projektima rade športski polivalentni kompleks u Epernayju (1988.), dvije stambene zgrade u Parizu (1982. i 1986.) te stambeni kompleks u Issy les Moulineauxu (1990.).
Uz upotrebu sunčane pasivne energije u bioklimatskoj rehabilitaciji grupe od 600 stanova izgrađenih poslije 1952. godine. U Dreuxu (Cité Lièvre d’Or), među prvima u Europi ostvaruju uštedu energije za grijanje stanova u kolektivnim zgradama (1980. – 84.). Sudjeluje na natječajima za crkve u Novom Virju (I. nagrada - 1969.) i Zapolju (I. nagrada - 1969.) te za Pastoralni centar s novom katedralom sv. Petra u Splitu (III. nagrada – 1971)